# Carpinus pubescens
Carpinus pubescens ist ein mittelgroßer Baum aus der Gattung der Hainbuchen (Carpinus) mit dunkelbraunen, spärlich zottig behaarten oder verkahlenden Zweigen und Blättern mit kahler Oberseite und entlang den Blattadern zottig behaarter Unterseite. Das natürliche Verbreitungsgebiet der Art liegt in China und in Vietnam.

## Beschreibung
Carpinus pubescens ist ein bis zu 17 Meter hoher Baum mit braungrauer Rinde. Die Zweige sind dunkelbraun, spärlich zottig behaart oder verkahlend. Die Laubblätter haben einen 4 bis 15 Millimeter langen, spärlich flaumhaarigen oder beinahe kahlen Stiel. Die Blattspreite ist 5 bis 10 Zentimeter lang und 2 bis 3,5 Zentimeter breit, länglich, länglich-lanzettlich, eiförmig-lanzettlich oder eiförmig-elliptisch, selten elliptisch oder eiförmig, zugespitzt oder selten spitz, mit mehr oder weniger spitzer bis abgerundeter oder leicht herzförmiger manchmal schiefer Basis und einem regelmäßig doppelt fein gesägten Blattrand. Es werden zwölf bis 14 Nervenpaare gebildet. Die Blattoberseite ist kahl, die Unterseite ist entlang der Blattadern spärlich zottig behaart und hat Achselbärte.
Die weiblichen Blütenstände sind 5 bis 7 Zentimeter lang bei Durchmessern von 2 bis 3 Zentimetern. Die Blütenstandsachse ist 2 bis 3 Zentimeter lang, spärlich zottig behaart oder kahl. Die Tragblätter sind 1 bis 2,5 Zentimeter lang, „halb-eiförmig“ mit spitzem oder stumpfem Ende. Der äußere Blattrand ist unregelmäßig gezähnt ohne basalem Lappen, der innere Teil ist ganzrandig, gerade oder beinahe sichelförmig, mit eingerolltem basalem Blattöhrchen. Die Blätter haben fünf Blattadern erster Ordnung und sind entlang den Blattadern spärlich zottig behaart. Die netzartig angeordneten Blattadern sind hervorstehend. Als Früchte werden 3 bis 4 Millimeter lange und 2 bis 3 Millimeter breite, breit eiförmige, deutlich gerippte, dicht flaumhaarige und selten verkahlende, an der Spitze zottig behaarte Nüsschen mit spärlich verteilten Harzdrüsen gebildet. Carpinus pubescens blüht von Mai bis Juni, die Früchte reifen von Juli bis September.

## Vorkommen und Standortansprüche
Das natürliche Verbreitungsgebiet liegt im Norden von Vietnam, in den chinesischen Provinzen Guizhou und Shaanxi, im Süden von Sichuan und im Osten von Yunnan. Die Art wächst auf kalkhaltigen Böden in Talwäldern und Bergdickichten in 450 bis 2000 Metern Höhe.

## Systematik
Carpinus pubescens ist eine Art aus der Gattung der Hainbuchen (Carpinus). Diese wird in der Familie der Birkengewächse (Betulaceae) der Unterfamilie der Haselnussgewächse (Coryloideae) zugeordnet. Die Art wurde 1899 von Isaac Henry Burkill erstmals wissenschaftlich beschrieben. Der Gattungsname Carpinus stammt aus dem Lateinischen und wurde schon von den Römern für die Hainbuche verwendet. Das Artepitheton pubescens stammt aus dem Lateinischen und bedeutet „flaumhaarig“.

## Nachweise